# 陈灵龙
陈灵龙（英語：Chen Linglong，1993年11月25日—）是中国跆拳道运动员。是亚洲运动会和亚洲室内武术运动会的银牌得主。也是亚洲跆拳道锦标赛的金牌得主。2014年參加韩国仁川举行的亞洲運動會男子87公斤级比赛中获得银牌。2017年參加土库曼斯坦阿什哈巴德举行的2017年亞洲室內武術運動會跆拳道男子80公斤级比赛中获得银牌。2018年在越南胡志明市舉行的2018年亞洲跆拳道錦標賽男子80公斤級比賽中獲得金牌。同年也參加印度雅加達加達亞運會男子80公斤級比賽，第二場比賽中被約旦的選手薩利赫·阿爾-夏拉巴提淘汰。